# Iva Jovic
Iva Jovic (Torrance, 6 dicembre 2007) è una tennista statunitense. Il 16 giugno 2025 ha raggiunto il best ranking in singolare alla 89ª posizione mondiale, e il 19 maggio 2025 ha la 623ª posizione mondiale in doppio.

## Biografia
Iva Jovic è figlia di Bojan Jovic e di Jelena, entrambi immigrati dalla Serbia. Ha una sorella maggiore, Mia. È originaria di Torrance, in California, e risiede a Los Angeles.
Ha iniziato a giocare a tennis all'età di cinque anni.

## Junior
Ha raggiunto la 5ª posizione del ranking junior il 15 luglio 2024. Ha vinto il torneo U14 all'Orange Bowl nel dicembre 2021.
È stata finalista nell'inaugurale International Junior Championships tenutosi durante l'Indian Wells Open nel marzo 2023, dove è stata sconfitta da Clervie Ngounoue nella finale.
Insieme alla connazionale Tyra Caterina Grant ha vinto il torneo di doppio all'Orange Bowl a Plantation, in Florida nel 2022 e anche nel 2023 dove hanno sconfitto la coppia ceca favorita del torneo Alena Kovačková e Laura Samsonová. Grant, Jovic e Alanis Hamilton hanno preso parte nella squadra statunitense vincente alla Junior Billie Jean Cup 2023, vincendo il torneo senza perdere un set. Durante i suoi incontri di singolare, Jovic ha perso solamente 26 giochi nei 12 set giocati.
In coppia con Grant, hanno vinto l'Australian Open 2024 - Doppio ragazze. La coppia non ha perso alcun set durante tutto il torneo. Il duo ha raggiunto la finale anche agli Open di Francia 2024 - Doppio ragazze. Jovic e Grant hanno successivamente vinto il Torneo di Wimbledon 2024 - Doppio ragazze.

## Carriera

### 2022-2024: Prima vittoria agli US Open
Nel giugno 2022, Jovic fa il suo debutto professionistico grazie ad una wildcard al $15,000 di SoCal Pro Circuit Jack Kramer Club a Los Angeles, dove raggiunge la finale. Nell'ottobre 2023, ha vinto il suo primo titolo al $25,000 di Ascension Project Women's Open a Redding.
Partecipa per la prima volta ad un Grand Slam, agli US Open 2024 dopo aver ottenuto delle wildcard per i tabelloni di singolo, doppio e doppio misto grazie alla vittoria dell'U18 National Championships degli USTA, rendendola la partecipante più giovane del torneo. Ha ottenuto la sua prima vittoria in un Grand Slam e nel WTA Tour sconfiggendo Magda Linette nel primo turno, diventando la terza campionessa ragazza USTA a riuscirci, dopo Kayla Day nel 2016 e CiCi Bellis nel 2014, e la più giovane americana a vincere un incontro all'US Open da Katrina Scott nel 2020 (anch'ella sedicenne). Nel secondo turno viene sconfitta dalla testa di serie numero 29 Ekaterina Aleksandrova in tre set.
A fine settembre vince il torneo ITF di Berkeley in tre set su Mboko e il successivo a Santa Fè contro Shibahara, e arriva in finale contro Zarazua a Tyler. Chiude l'anno in top 200.

### 2025: Primo titolo WTA 125 e Top 100
Apre la stagione in Australia partecipando agli Australian Open grazie ad una wildcard per merito, dopo aver vinto la USTA’s Wild Card Challenge, eliminando al debutto la spagnola Nuria Párrizas Díaz nel primo turno. Nel turno successivo viene sconfitta dalla sesta testa di serie Elena Rybakina in due set.
Perde la finale di un torneo ITF ad Arcadia dalla canadese Kayla Cross, e in seguito riceve una wildcard per il BNP Paribas Open facendo il suo debutto in un torneo WTA 1000, sfruttandola nel migliore dei modi battendo l'austriaca Julia Grabher in rimonta in tre set, ottenendo la sua terza vittoria nel circuito e la prima in un WTA 1000. Nel secondo turno lotta contro la sesta testa di serie Jasmine Paolini e alla fine deve cedere in tre parziali.
Al Copa Colsanitas batte a sorpresa nel primo ostacolo la connazionale e terza testa di serie Alycia Parks in due set, restando imbattuta all'esordio di un torneo WTA. Nel secondo turno viene eliminata dall'argentina Julia Riera in due parziali.
Conquista il titolo di un altro torneo ITF sulla terra verde di Charlottesville e vince anche la USTA's Roland Garros Wild Card Challenge, garantendosi anche una wildcard per il Roland Garros, compiendo il suo debutto anche nello Slam francese. Anche in questa occasione supera il primo turno, stavolta ai danni della messicana Renata Zarazúa, mentre in quello successivo ritrova Rybakina e anche sulla terra rossa deve soccombere alla kazaka.
Sull'erba di Ikley ottiene il suo primo successo di categoria intermedia, WTA 125, battendo in finale la canadese Rebecca Marino per 6–1, 6–3. In seguito a questo successo, registra un altro traguardo e fa il suo ingresso nella Top 100, alla posizione numero 89. A fine mese, riesce a qualificarsi per Wimbledon, facendo il suo debutto nello Slam londinese e completando la partecipazione in tutti i major. Viene sconfitta all'esordio dall'olandese Suzan Lamens in due facili set, subendo la sua prima sconfitta in un primo turno nel Tour.
Dopo essere estata ripescata come lucky loser al Cincinnati Open, Jovic ottiene la seconda vittoria in un WTA 1000 e in stagione battendo l'altra lucky loser Solana Sierra in due set, e a sorpresa sconfigge anche la numero 20 del seeding Linda Nosková facilmente per 6-3 6-0, ottenendo il suo primo terzo turno in un WTA 1000 in carriera. La sua corsa si arresta nel terzo turno contro la ex numero 2 del mondo Barbora Krejčíková in tre set. Al Tennis in the Land sconfigge la numero 4 del tabellone Anastasija Potapova in due set al primo turno, conquistando la terza vittoria in carriera su una Top 50.

## Circuito WTA 125

### Singolare

#### Vittorie (1)
| N. | Data           | Torneo              | Superficie | Avversaria in finale | Punteggio |
| 1. | 15 giugno 2025 | Ilkley Open, Ilkley | Erba       | Rebecca Marino       | 6–1, 6–3  |

## Statistiche ITF

### Singolare

#### Vittorie (4)
| Torneo $100.000 (1) |
| Torneo $80.000 (0)  |
| Torneo $60.000 (1)  |
| Torneo $40.000 (0)  |
| Torneo $25.000 (2)  |
| Torneo $15.000 (0)  |

| N. | Data              | Torneo                                                   | Superficie  | Avversaria in finale | Punteggio     |
| 1. | 8 ottobre 2023    | Ascension Project Women's Open, Redding                  | Cemento     | Sayaka Ishii         | 6–4, 6–2      |
| 2. | 29 settembre 2024 | Berkeley Tennis Club Challenge, Berkeley                 | Cemento     | Victoria Mboko       | 6–3, 2–6, 6–3 |
| 3. | 6 ottobre 2024    | Rancho Santa Fe Open, Rancho Santa Fe                    | Cemento     | Ena Shibahara        | 6–3, 6–3      |
|    | 25 febbraio 2025  | Giammalva Elite Academy, Spring                          | Cemento     | Mary Stoiana         | N.D.          |
| 4. | 27 aprile 2025    | Boyd Tinsley Women's Clay Court Classic, Charlottesville | Terra verde | Irina Bara           | 6–0, 6–1      |

#### Sconfitte (5)
| Torneo $100.000 (1) |
| Torneo $80.000 (0)  |
| Torneo $60.000 (1)  |
| Torneo $40.000 (0)  |
| Torneo $25.000 (2)  |
| Torneo $15.000 (1)  |

| N. | Data            | Torneo                                          | Superficie  | Avversaria in finale | Punteggio     |
| 1. | 3 luglio 2022   | SoCal Pro Circuit Jack Kramer Club, Los Angeles | Cemento     | Eryn Cayetano        | 7–5, 4–6, 3–6 |
| 2. | 3 marzo 2024    | Women Giammalva Elite Academy, Spring           | Cemento     | Ena Shibahara        | 2–6, 6–4, 3–6 |
| 3. | 12 maggio 2024  | Florida's Sports Coast Open, Zephyrhills        | Terra verde | Akasha Urhobo        | 3–6, 1–6      |
| 4. | 27 ottobre 2024 | Tyler Pro Challenge, Tyler                      | Cemento     | Renata Zarazúa       | 4–6, 2–6      |
| 5. | 1º marzo 2025   | Arcadia Women's Pro Open, Arcadia               | Cemento     | Kayla Cross          | 2–6, 6(6)–7   |

## Grand Slam Junior

### Doppio

#### Vittorie (2)
| Tornei del Grande Slam  |
| ----------------------- |
| Australian Open (1)     |
| Open di Francia (0)     |
| Torneo di Wimbledon (1) |
| US Open (0)             |

| N. | Data            | Torneo                      | Superficie | Compagna            | Avversarie in finale         | Punteggio        |
| 1. | 27 gennaio 2024 | Australian Open, Melbourne  | Cemento    | Tyra Caterina Grant | Julie Paštiková Julia Stusek | 6–4, 6–1         |
| 2. | 13 luglio 2024  | Torneo di Wimbledon, Londra | Erba       | Tyra Caterina Grant | Mika Stojsavljevic Mingge Xu | 7–5, 4–6, [10–8] |

#### Sconfitte (1)
| Tornei del Grande Slam  |
| ----------------------- |
| Australian Open (0)     |
| Open di Francia (1)     |
| Torneo di Wimbledon (0) |
| US Open (0)             |

| N. | Data          | Torneo                  | Superficie  | Compagna            | Avversarie in finale               | Punteggio |
| 1. | 8 giugno 2024 | Open di Francia, Parigi | Terra rossa | Tyra Caterina Grant | Renáta Jamrichová Tereza Valentová | 4–6, 4–6  |